# Aissa Wade
Aissa Wade, née en 1967 à Dakar au Sénégal, est une mathématicienne, professeur de mathématiques à l'université de Pennsylvanie aux États-Unis depuis 2016, présidente de l'Institut africain des sciences mathématiques.

## Formation
Née à Dakar, elle étudie les mathématiques à l'université Cheikh-Anta-Diop de cette ville, où elle obtient sa maîtrise en 1991, puis à l'Université Montpellier-II sciences et techniques, en France, où elle obtient en 1996 son doctorat en mathématiques en soutenant une thèse en géométrie symplectique sur la Normalisation de structures de Poisson sous la direction de Jean-Paul Dufour,.

## Carrière et recherches
Aissa Wade est chercheuse postdoctorale au 
Centre international Abdus Salam de physique théorique en Italie à Trieste, où elle travaille sur les structures de Dirac. Elle est professeur invité à l'Université de Caroline du Nord à Chapel Hill aux États-Unis, à l'African University of Science and Technology, et à l'université Paul Sabatier à Toulouse.
Elle intègre l'université de Pennsylvanie où elle est nommée professeur titulaire en 2016.
Aissa Wade fait partie du comité scientifique du AIMS Next Einstein de l'Institut africain des sciences mathématiques, qui cherche à connecter science, société et politique en Afrique ; elle est élue présidente de l'Institut et est la première femme à occuper ce poste. En 2017, Aissa Wade est nommée membre de l'Académie africaine des sciences .

## Publications
- Avec Jean-Paul Dufour : « Formes normales de structures de Poisson ayant un 1 jet nul en un point », dans Journal of Geometry and Physics, vol. 26, n° 1–2, juin 1998, p. 79-96.
- (en) « Conformal Dirac Structures », dans Letters in Mathematical Physics, vol. 53, septembre 2000, p. 331–348 Aperçu en ligne.
- Avec David Iglesias-Ponte : (en) « Contact manifolds and generalized complex structures », dans Journal of Geometry and Physics, vol. 53, n° 3, mars 2005, p. 249-258.
- Avec Samson Apourewagne Djiba : « Bicrossed products induced by Poisson vector fields and their integrability », dans International Journal of Geometric Methods in Modern Physics, vol. 13, n° 3, mars 2016 En ligne.
- « Cosymplectic-Nijenhuis structures on Lie groupoids », dans Banach Center Publications, vol. 110, 2016, p. 295-307  Lire en ligne.